# Ponte Antônio Jorge Dino
A Ponte Governador Antônio Dino também conhecida como Ponte Central–Bequimão é uma ponte que conecta os municípios de Bequimão e Central do Maranhão, atravessando o rio Pericumã e integrando a rodovia estadual MA‑211 (Avenida Antônio Dino), no Litoral Ocidental do Maranhão. 
A ponte recebeu homenagem ao ex‑governador Antônio Jorge Dino, que idealizou a via ainda na década de 1960. 

## Histórico
As obras tiveram início em setembro de 2016 e foi entregue oficialmente em 1º de abril de 2022.
Em março de 2023, foram inaugurados, os acessos pavimentados da MA‑211 que dão efetividade à ponte, garantindo a ligação direta entre Bequimão e Central do Maranhão.
Estima-se que o investimento na ponte tenha girado em torno de R$ 180 milhões, enquanto os acessos rodoviários (MA‑211) consumiram aproximadamente R$ 114 milhões.
A ponte e os acessos rodoviários beneficiam diretamente dez municípios da região — além de Bequimão e Central, incluem Mirinzal, Guimarães, Cedral, Cururupu, Porto Rico do maranhão, Serrano do Maranhão, Bacuri e Apicum‑Açu — alcançando cerca de 150 mil habitantes, possibilitando uma edução significativa de distâncias e tempos de deslocamento, com acesso facilitado até São Luís via ferry‑boat no Cujupe.

## Estrutura

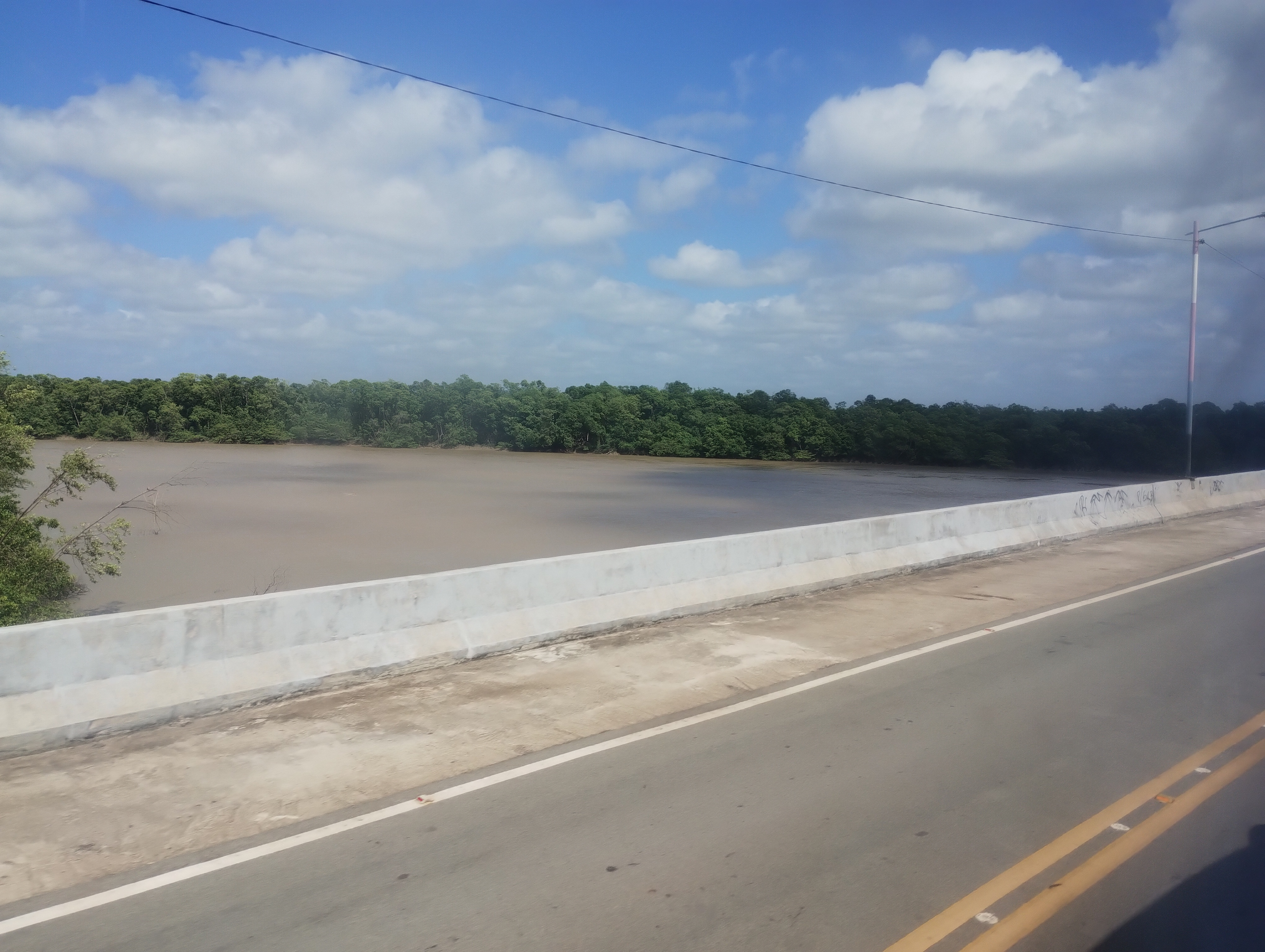
A ponte sobre o rio Pericumã

A ponte tem extensão de 589 m de largura do tabuleiro atendendo as exigências do DNIT, em uma superestrutura em 12,80m, com uma pista de 7,00m de largura com duas faixas de tráfego.
A implantação da ponte compreende: 168m na margem de Central do Maranhão, 84m na margem de Bequimão e 337m sobre o rio Pericumā, sendo parte em solo e parte no rio.
As fundações em terra têm em média uma profundidade de 48m, sendo 25m em argila orgânica e 23m em arenito. Já as fundações em água têm uma profundidade média de 40m, sendo 18m lâmina d'água e 22m cravada em rocha. Na construção das fundações em água, foi utilizada uma plataforma elevatória, para garantir o alinhamento da estrutura.